# Gmina Cass (hrabstwo Clayton)

Położenie Gminy Cass w hrabstwie Clayton

Gmina Cass (ang. Cass Township) – gmina w USA, w stanie Iowa, w hrabstwie Clayton. Według danych z 2000 roku gmina miała 1835 mieszkańców, a jej powierzchnia wynosi 95,09 km².